# Социально опасный элемент
Социально опасный элемент сокращенно СОЭ, распространено написание «социально-опасный элемент», иногда Общественно опасный элемент или ООЭ — норма советского уголовного права.

## История правоприменения
Статья 49 УК РСФСР от 1922 года гласит — «лица, признанные судом по своей преступной деятельности или по связям с преступной средой … социально опасными, могут быть лишены по приговору суда права пребывания в определённых местностях на срок не свыше 3 лет».
В Постановлении Пленума Верховного Суда СССР от 12 июня 1946 года № 8/5/У говорится, что лиц, «признанных социально-опасными <…> в том случае, когда они по обвинению в совершении определённого преступления будут судом оправданы», суд вправе приговорить к ссылке или высылке (УК РСФСР, Москва, 1956, с. 138).
Данный термин, как название меры внесудебного преследования, начал применяться с 1918 года. В Уголовном кодексе, начиная с 1922 года. Обычная мера наказания — 3 или 5 лет ссылки, которые часто заменяли лагерями на тот же срок, с середины тридцатых годов СОЭ приговаривали к срокам до 8 или 10 лет ИТЛ.

## Осуждены как СОЭ
- Татьяна Аксакова-Сиверс, мемуаристка
- Василий Андреев, преподаватель фехтования
- Лев Аренс, биолог, литератор
- Менахем Бегин, в будущем премьер-министр Израиля.
- Евгениуш Бодо, польский киноактер и режиссёр
- Визель, Оскар Эмильевич, индолог, тибетолог, японовед, этнограф, лингвист, археолог.
- Виктор Виноградов, филолог, академик АН СССР.
- Олег Волков, писатель.
- Константин Волькенау, генерал-майор Российской армии
- Людмила Евсеева, поэтесса-эсперантистка
- Александр Есенин-Вольпин, математик.
- Мариуш Заруский, польский генерал, мореплаватель и путешественник.
- Винцент Жук-Гришкевич, председатель Рады БНР
- Дмитрий Иваненко, физик-теоретик.
- Наум Коржавин, поэт.
- Никифор Пилипе́нко, адвокат, бывший член Государственной думы 3-го и 4-го созывов.
- Томас Сговио, американец, художник.
- Константин Смирнов, обновленческий священник
- Михаил Сорока, член ОУН, лидер украинского подполья в Кенгире.
- Эмма Сторэ, секретарь и любовница Б. В. Савинкова
- Сергей Тройницкий, бывший директор Эрмитажа
- Георгий Фредерикс, геолог и палеонтолог
- Китти Харрис, англичанка, советская разведчица.
- Варлам Шаламов, писатель.
- отец Виктор Шиповальников, протоиерей.
- отец Станислав Шульминский, католический священник.
- Пётр Якир, сын И. Э. Якира